# Darius Garland
Darius Kinnard Garland (Gary, Indiana, 2000. január 26. –) amerikai profi kosárlabdázó, a National Basketball Associationben (NBA) szereplő Cleveland Cavaliers csapatában játszik. Egyetemi kosárlabdázóként a Vanderbilt Commodores csapatában játszott.
Az indianai Garyben született. Garland édesapja Winston Garland, egykori profi kosárlabdázó. Garland a Brentwood Academy középiskolába járt, ahol már nyolcadik osztályosként csatlakozott az iskola kosárlabdacsapatához, és négy alkalommal nyert állami bajnoki címet, valamint háromszor elnyerte a Tennessee Mr. Basketball díjat.

## Statisztikák
A Basketball Reference adatai alapján.

### Egyetem
| Év      | Csapat     | JM | KM | JP/M | MG%  | 3P%  | BD%  | LP/M | GP/M | L/M | B/M | P/M  |
| ------- | ---------- | -- | -- | ---- | ---- | ---- | ---- | ---- | ---- | --- | --- | ---- |
| 2018–19 | Vanderbilt | 5  | 5  | 27,8 | .537 | .478 | .880 | 3,8  | 2,6  | 1,8 | 0,6 | 16,2 |
| Karrier | Karrier    | 5  | 5  | 27,8 | .537 | .478 | .880 | 3,8  | 2,6  | 1,8 | 0,6 | 16,2 |

### NBA

#### Alapszakasz
| Év        | Csapat              | JM  | KM  | JP/M | MG%  | 3P%  | BD%  | LP/M | GP/M | L/M | B/M | P/M  |
| --------- | ------------------- | --- | --- | ---- | ---- | ---- | ---- | ---- | ---- | --- | --- | ---- |
| 2019–2020 | Cleveland Cavaliers | 59  | 59  | 30,9 | .401 | .355 | .875 | 1,9  | 3,9  | 0,7 | 0,1 | 12,3 |
| 2020–2021 | Cleveland Cavaliers | 54  | 50  | 33,1 | .451 | .395 | .848 | 3,4  | 6,1  | 1,2 | 0,1 | 17,4 |
| 2021–2022 | Cleveland Cavaliers | 68  | 68  | 35,7 | .462 | .383 | .892 | 3,3  | 8,6  | 1,3 | 0,1 | 21,7 |
| 2022–2023 | Cleveland Cavaliers | 69  | 69  | 35,5 | .462 | .410 | .863 | 2,7  | 7,8  | 1,2 | 0,1 | 21,6 |
| 2023–2024 | Cleveland Cavaliers | 57  | 57  | 33,3 | .446 | .371 | .834 | 2,7  | 6,5  | 1,3 | 0,1 | 18,0 |
| 2024–2025 | Cleveland Cavaliers | 75  | 75  | 30,7 | .472 | .401 | .878 | 2,9  | 6,7  | 1,2 | 0,1 | 20,6 |
| Karrier   | Karrier             | 382 | 378 | 33,2 | .453 | .388 | .867 | 2,7  | 6,7  | 1,2 | 0,1 | 18,9 |
| All Star  | All Star            | 2   | 0   | 15,1 | .438 | .500 | —    | 0,5  | 3,0  | 2,0 | 0,0 | 9,5  |

#### Play-in
| Év      | Csapat              | JM | KM | JP/M | MG%  | 3P%  | BD%  | LP/M | GP/M | L/M | B/M | P/M  |
| ------- | ------------------- | -- | -- | ---- | ---- | ---- | ---- | ---- | ---- | --- | --- | ---- |
| 2022    | Cleveland Cavaliers | 2  | 2  | 41,3 | .431 | .308 | .875 | 2,0  | 7,0  | 2,5 | 0,0 | 27,5 |
| Karrier | Karrier             | 2  | 2  | 41,3 | .431 | .308 | .875 | 2,0  | 7,0  | 2,5 | 0,0 | 27,5 |

#### Rájátszás
| Év      | Csapat              | JM | KM | JP/M | MG%  | 3P%  | BD%  | LP/M | GP/M | L/M | B/M | P/M  |
| ------- | ------------------- | -- | -- | ---- | ---- | ---- | ---- | ---- | ---- | --- | --- | ---- |
| 2023    | Cleveland Cavaliers | 5  | 5  | 37,7 | .438 | .387 | .840 | 1,8  | 5,0  | 1,6 | 0,2 | 20,6 |
| 2024    | Cleveland Cavaliers | 12 | 12 | 36,0 | .427 | .352 | .810 | 3,6  | 5,8  | 1,1 | 0,2 | 15,7 |
| 2025    | Cleveland Cavaliers | 5  | 5  | 29,6 | .420 | .286 | .917 | 2,2  | 5,2  | 0,4 | 0,0 | 18,0 |
| Karrier | Karrier             | 22 | 22 | 35,0 | .428 | .343 | .857 | 2,9  | 5,5  | 1,0 | 0,1 | 17,3 |